# نازعة الهيدروجين اللاكتاتية أ
نازعة الهيدروجين اللاكتاتية أ (اللاكتات ديهيدروجينيز أ) (LDHA) هو إنزيم يرمز في البشر بواسطة جين LDHA. وهو مونومير من نازعة الهيدروجين اللاكتاتية، والذي يوجد على شكل رباعي الهيدروجين. الوحدة الفرعية الرئيسية الأخرى هي نازعة الهيدروجين اللاكتاتية ب (LDHB).

## الوظيفة
تحفز نازعة الهيدروجين اللاكتاتية أ التحويل البيني للبيروفات واللاكتات-ل مع التحويل البيني المصاحب لثنائي نوكليوتيد النيكوتين والأدنين المختزل NADH وNAD +. عثر على نازعة الهيدروجين اللاكتاتية أ في معظم الأنسجة الجسدية، على الرغم من وجودها في الغالب في الأنسجة العضلية والأورام، وتنتمي إلى عائلة نازعة الهيدروجين اللاكتاتية. من المعروف منذ فترة طويلة أن العديد من السرطانات البشرية لديها مستويات أعلى من نازعة الهيدروجين اللاكتاتية أ مقارنة بالأنسجة الطبيعية. وقد ثبت أيضًا لعب نازعة الهيدروجين اللاكتاتية أ دورًا مهمًا في تطوير وغزو الأورام الخبيثة. ربطت الطفرات في نازعة الهيدروجين اللاكتاتية أ بالبيلة الميوغلوبينية الجهدية.

## الكائنات الحية النموذجية
استخدمت الكائنات الحية النموذجية في دراسة وظيفة نازعة الهيدروجين اللاكتاتية أ. أنشئت سلالة فأر ذات تعطيل شرطي، المسماة Ldhatm1a (EUCOMM) Wtsi كجزء من برنامج الاتحاد العالمي للفئران ذات التعطيل الشرطي - مشروع طفرات عالية الإنتاجية لتوليد نماذج حيوانية للأمراض وتوزيعها على العلماء المهتمين.
خضع ذكور وإناث الحيوانات لمعطيات نمطية معيارية لتحديد تأثيرات الحذف. أجري سبعة وعشرين اختبارًا على الفئران الطافرة ولوحظت خمس حالات شذوذ كبيرة. جرى التعرف على عدد قليل من الأجنة المتحولة متماثلة اللواقح أثناء الحمل، ولم ينج أي منها حتى الفطام. أجريت الاختبارات المتبقية على فئران بالغة متباينة الأزواج. كان لدى الحيوانات من كلا الجنسين كيمياء بلازما غير طبيعية، كما أن الذكور كان لديهم تحسن في تحمل الجلوكوز وزيادة عرض توزيع خلايا الدم الحمراء.

## مثبطات نازعة الهيدروجين اللاكتاتية أ
تم إثبات أن المركبات التالية تثبط إنزيم نازعة الهيدروجين اللاكتاتية أ:
- الأوكسامات
- إيبيغالوكاتشين غالاتي
- كينولين 3-سلفوناميد